# Lithophane somniculosa
Lithophane somniculosa är en fjärilsart som beskrevs av Erich Martin Hering 1841. Lithophane somniculosa ingår i släktet Lithophane och familjen nattflyn. Inga underarter finns listade i Catalogue of Life.